# ひとりぼっちのサーカス
「ひとりぼっちのサーカス」は、1979年4月21日に発売された、石川ひとみの4枚目のシングル。

## 解説
- 作詞作曲に、シンガーソングライターの谷山浩子を起用。恋人が帰った深夜の部屋での心境をサーカスに託して歌う楽曲である。
- 同年6月には、本楽曲と同名のアルバムが発売された。

## 収録曲
- 両楽曲共に、編曲：大村雅朗

1. ひとりぼっちのサーカス（3分55秒）
作詞・作曲：谷山浩子
2. ムーンライト・ドリーム（4分4秒）
作詞：森雪之丞／作曲：馬飼野康二

## カバー
- 谷山浩子（1982年）- シングル盤で発売されたセルフカバー。詞の一部が変更されている。編曲は平野孝幸。